# Parc (métro de Bruxelles)
Pour les articles homonymes, voir Parc (homonymie).
Parc (en néerlandais : Park) est une station des lignes 1 et 5 du métro de Bruxelles située à Bruxelles, sur la commune de Bruxelles-ville.

## Situation
La station de métro se situe à proximité du parc de Bruxelles.
Elle est située entre les stations Gare Centrale et Arts-Loi sur les lignes 1 et 5.

## Histoire
Station mise en service le 20 septembre 1976.

## Service aux voyageurs

### Accès
La station compte un unique accès équipé d'un escalator.

### Quais
La station est de conception classique avec deux voies encadrées par deux quais latéraux.
La station Parc abrite le dispatching Métro et Tramway de la STIB. Il s'agit de l'endroit d'où la régulation du réseau métro et Tram s'effectue. Ce dispatching se trouve derrière une double porte en métal dans le couloir qui relie les deux quais de la station. Le 16 mars 2009, le siège social de la STIB a déménagé et a quitté la Toison d'Or pour s'installer au Royal. Le nouveau bâtiment appelé Royal Atrium est situé à proximité de cette station.

### Intermodalité
La station est desservie en journée par les lignes 92 et 93 du tramway de Bruxelles, par les lignes 29, 63, 65 et 66 des autobus de Bruxelles et, la nuit, par les lignes N04 et N05 du réseau Noctis.

## À proximité
- Parc de Bruxelles (ou Parc Royal)
- Palais de la Nation (Parlement fédéral)
- Hôtel de Ligne
- Hôtel Errera
- Théâtre royal du Parc
- Royal Atrium, siège social de la STIB